# Владимировское сельское поселение (Орловская область)
Владимировское сельское поселение — муниципальное образование в Покровском районе Орловской области России.
Создано в 2004 году в границах одноимённого сельсовета.  Административный центр — село Фёдоровка.

## География
Расположено на юго-западе Покровского района.

## Население
| 2010 | 2012 | 2013 | 2014 | 2015 | 2016 | 2017 |
| ---- | ---- | ---- | ---- | ---- | ---- | ---- |
| 498  | ↘494 | ↗495 | ↗497 | ↗498 | ↘492 | ↘485 |
| 2018 | 2019 | 2020 | 2021 | 2023 |      |      |
| ↘478 | ↗489 | ↘484 | ↘459 | ↗464 |      |      |

## Населённые пункты
В состав сельского поселения (сельсовета) входят 6 населённых пунктов:
| № | Населённый пункт | Тип     | Население (чел.) |
| - | ---------------- | ------- | ---------------- |
| 1 | Карауловка       | деревня | 0                |
| 2 | Погудаевка       | деревня | 30               |
| 3 | Тростниково      | деревня | ↘117             |
| 4 | Фёдоровка        | село    | ↘311             |
| 5 | Чибисовка        | деревня | 24               |
| 6 | Юрьево           | деревня | 16               |